# Misión imposible (película)
Misión imposible (título original en inglés: Mission: Impossible) es una película estadounidense estrenada en 1996. Se trata de la primera entrega de la serie cinematográfica Misión imposible, que a su vez está basada en la serie de televisión del mismo nombre, creada por Bruce Geller. Fue dirigida por Brian De Palma y protagonizada por Tom Cruise como Ethan Hunt.

## Argumento
Ethan Hunt es agente y «hombre clave» de un equipo de la Fuerza de Misiones Imposibles (FMI), una rama no oficial de la CIA, dirigida por Jim Phelps. En Kiev, el equipo está trabajando en una misión: Hunt disfrazado está interrogando a un agente ruso al que han engañado haciéndole creer que asesinó a su colega agente del FMI Claire Phelps, la esposa de Jim Phelps. A Claire le han dado una droga para que parezca muerta, pero al equipo no le queda mucho más tiempo antes de que Claire no pueda revivir. El ruso finalmente da el nombre que están buscando y se lo llevan después de comprobarlo. Claire revive y pregunta si la artimaña tuvo éxito; Ethan le asegura que así fue.
Mientras está en vuelo, Jim Phelps recibe una cinta que contiene una misión encubierta para su equipo. El equipo se reúne en un apartamento/casa segura de Praga para evitar que un diplomático de Europa del Este, Golitsyn, robe una lista de tapadera no oficial (NOC), una lista completa de todos los agentes encubiertos en Europa del Este. Repasan todos los detalles del plan y el equipo que utilizarán.
La misión se desarrolla sin problemas, todos logran sus objetivos y el equipo obtiene evidencia en video de Golitsyn robando la lista de NOC y saliendo del edificio. Desafortunadamente, es entonces cuando todo sale inextricablemente mal. A través de su frecuencia de radio, Ethan escucha a su compañero de equipo Jack, muriendo al ser empalado en una púa después de perder el control del ascensor en el que había estado viajando toda la noche, que también es el que Golitsyn usó para escapar. Sus otras compañeras de equipo, Hannah Williams y Claire, mueren cuando su coche es explotado con ellas dentro. Su mentor Jim Phelps es asesinado por un asesino invisible que, según él, lo estaba siguiendo por el puente de Carlos. Sarah sigue la orden de Ethan de perseguir a Golitsyn, pero lo encuentra asesinado a puñaladas; el asesino la agarra y la mata también. Ethan llega demasiado tarde solo para encontrarlos a ambos muertos y darse cuenta de que el disco que Golitsyn usó ya no está.
Al huir de la escena, Hunt se detiene en un teléfono público para llamar a su agencia y alertarlos sobre el trágico resultado de su misión. Eugene Kittridge, el director del FMI con sede en la CIA, le dice a Ethan que se reúna con él en un café local. Ethan se sorprende al descubrir que Kittridge también está en Praga. Una hora más tarde, Ethan, muy conmocionado por los acontecimientos anteriores, se reúne con Kittridge pero pronto se da cuenta de que no están solos; Otro equipo del FMI los está rodeando, gente que Hunt recuerda haber visto en la embajada. Cuando le pregunta a Kittridge al respecto, Hunt se preocupa al saber que un topo se ha infiltrado en el FMI con un nombre encubierto conocido sólo como «Job 3:14», siendo «Job» el nombre en clave del topo  quien conseguiría la lista de NOC e intentaría vendérselo a «Max», un traficante ilegal de armas conocido por corromper a los agentes del FMI. La lista de NOC encontrada en Praga era falsa; la lista real se encuentra en la sede de la CIA en Virginia. Como Hunt es el único superviviente, Kittridge asume que él es el topo que estaban buscando. Al darse cuenta de que lo pondrán bajo custodia antes de que pueda limpiar su nombre, Hunt organiza un audaz escape del café usando chicle explosivo de «luz roja/luz verde» para hacer estallar una enorme pecera, huyendo hacia la Plaza de la Ciudad Vieja de Praga.
Ethan regresa a la casa segura del FMI, donde utiliza Internet para buscar a Max. Mirando por encima de la pantalla de su computadora portátil, ve una Biblia en una estantería encima de la pantalla y deduce que «Job 3:14» es el versículo de la Biblia  Job 3:14 capítulo 3, versículo 14. Luego, Ethan asume la entidad web de Job314 en varios sitios diferentes, sitios web bíblicos y foros de discusión y envía correos electrónicos a tantas entidades de Max que pueda encontrar en todo tipo de idiomas antes de quedarse dormido. De repente se despierta con el sonido de pasos en el vestíbulo y un intruso entrando al apartamento; alucina que es Jim, ensangrentado y moribundo, pero resulta ser Claire, todavía viva y habiendo sobrevivido a la misión. Ella revela que no estaba en el auto cuando explotó. Él le cuenta sobre la misión del topo, cómo la Agencia lo ha desautorizado y que necesita contactar a Max para buscar al topo llamado «Job».
Ethan recibe una respuesta a uno de sus correos electrónicos, diciéndole que vaya a una intersección específica en Praga. Lo llevan a una reunión con Max y descubre que ella en realidad es una mujer. Ethan le dice que el disco que recibió de Job es falso y probablemente tenga un dispositivo de seguimiento que se activará tan pronto como intente leer el disco, lo que permitirá al FMI encontrarlos. La corazonada de Ethan es correcta y huyen del apartamento, escapando por poco de Kittridge y su equipo. Luego, Ethan se ofrece a recuperar la lista real de NOC para Max a cambio de un adelanto en efectivo y organiza una reunión con Job, Max acepta el trato. Ethan usa el dinero de Max para formar un equipo de agentes de inteligencia incluidos en la lista negra o desautorizados, incluidos el experto en informática Luther Stickell y el piloto Franz Krieger.
Disfrazados de un equipo de bomberos, se infiltran en la fuertemente fortificada sede de la CIA en Langley con el pretexto de una alarma de incendio creada por Luther, quien también monitorea sus movimientos. Después de que Ethan neutraliza a un guardia de seguridad y Claire le inyecta al técnico que trabaja en la terminal de la bóveda un veneno que le produce náuseas, Krieger baja a Ethan a una cámara altamente segura que alberga la única terminal de computadora que contiene la lista de NOC. Mientras evita tocar el suelo sensible a la presión y mantiene el ruido del robo por debajo de un determinado nivel de decibeles, Krieger ve una rata que se acerca por el conducto de ventilación. Por un momento deja caer a Ethan y mata a la rata, atrapando a Ethan antes de que caiga al suelo. Durante varios minutos, Ethan cuelga a sólo unos centímetros del suelo, observando casi impotente cómo el sudor gotea por sus gafas, amenazando con hacer sonar la alarma. Finalmente, Krieger logra levantar a Ethan. En la parte superior, Krieger deja caer su pequeña navaja plegable, que se incrusta en el escritorio de la terminal justo cuando el técnico desactiva el sistema de alarma. Después de que el hombre descubre el cuchillo, hace sonar la alarma, pero el equipo de Ethan puede escapar. Más tarde, Kittridge le dice a uno de sus agentes que envíe al técnico a Alaska.
El equipo se retira a un hotel de Londres. Una vez allí, Hunt descubre accidentalmente unos sellos  Gideons que Phelps robó del  Hotel Drake de Chicago, donde Phelps afirmó haberse alojado para una sesión de «reclutamiento». Después de ver en las noticias que su tío y su madre han sido arrestados falsamente por tráfico de drogas en un intento de atraerlo, Hunt se enfurece y contacta a Kittridge, quien se ofrece a retirar los cargos falsos en el momento en que Hunt se entregue a las autoridades. Hunt cuelga el teléfono después de permitir que Kittridge lo rastree hasta el área de Londres, se da vuelta y se encuentra con Jim Phelps.
Phelps, luciendo muy enfermo, revela que Kittridge fue quien intentó matarlo, que él es el topo y que está atando cabos sueltos al tratar de detener a Hunt. Ethan escucha atentamente a Jim mientras reconstruye mentalmente las pistas que descubrió que condujeron a su propia operación y se da cuenta de que Phelps es el propio Job. Hunt también se da cuenta de que Krieger también está involucrado cuando recuerda que Krieger usa el mismo tipo de cuchillo que se usó para matar a Golitsyn y Sarah. Sin embargo, sus pensamientos no son tan claros sobre la participación de Claire en la conspiración. Pretende creer la historia de Jim y mantiene su encuentro en secreto para todos los demás.
Al día siguiente, Max y Ethan organizan un encuentro a bordo del tren TGV a París, con Claire y Luther a bordo para brindarles apoyo. Kittridge también está a bordo, ya que llegó recientemente a Londres y recibió boletos para el TGV y un video de Hunt. En el tren, Ethan le entrega la lista de NOC a Max, quien lo dirige al maletero para encontrar su dinero y a Job. Luego, Max intenta transmitir la lista de NOC a un servidor remoto, una operación obstaculizada por Luther, quien sigue bloqueando la señal para evitar la carga. Claire, al observar la presencia de Kittridge a bordo del tren, deja su asiento y se encuentra con Phelps en el vagón de equipaje, confirmando que ella realmente es parte de la conspiración. Un «Jim» silencioso se quita lentamente la máscara revelándose como Ethan. De repente, aparece el verdadero Phelps, armado y exigiendo dinero a la lista NOC. Ethan entrega el dinero antes de sacar un par de anteojos. Los desliza sobre sus ojos, activando la cámara del interior y transmitiendo la imagen de Phelps a Kittridge, demostrando sin lugar a dudas que Phelps todavía está vivo y develándolo como el topo que el FMI estaba buscando.
Phelps, ahora revelado como un traidor, dispara a Claire con ira cuando ella habla en contra de matar a Ethan. Luego somete a Ethan antes de escapar al techo del tren, donde Krieger, también traidor, espera para sacarlo con un helicóptero. Ethan se recupera y sigue a Phelps, impidiendo sus esfuerzos por escapar y atando el helicóptero de Krieger al tren mientras se dirige hacia el Túnel del Canal. La lucha continúa y el helicóptero sigue al tren dentro del túnel. Los dos pelean encima del tren azotado por el viento antes de que Phelps desconecte el helicóptero del tren e intente escapar. Ethan lo sigue, saltando sobre los patines de aterrizaje del helicóptero y colocando chicle explosivo de «luz roja/luz verde» en el parabrisas. La explosión resultante desestabiliza el helicóptero que se estrella y mata a Phelps y Krieger, mientras que Ethan es impulsado hacia adelante por la explosión y aterriza con fuerza en el tren. El helicóptero se estrella contra la parte trasera del tren y una de las palas desgastadas del rotor no llega a empalar a Ethan. Dentro de la sala de control, el ingeniero se desmaya.
A bordo del tren, Luther le entrega el disco NOC a Kittridge. Kittridge, satisfecho de que el topo ha sido neutralizado, la lista de NOC ha sido recuperada y ahora tiene la verdadera identidad de Max, reintegra a Luther como agente del FMI y abandona su investigación contra Ethan, quien supuestamente renunció al FMI.
En la escena final, mientras Ethan vuela a casa, una azafata se le acerca y mediante una frase en clave le ofrece una nueva misión.

## Lugares de filmación
- Praga
- Langley
- Londres
- Calais

## Reparto
- Tom Cruise como Ethan Hunt.
- Emmanuelle Béart como Claire Phelps.
- Ving Rhames como Luther Stickell.
- Jon Voight como Jim Phelps.
- Henry Czerny como Eugene Kittridge.
- Vanessa Redgrave como Max.
- Jean Reno como Franz Krieger.
- Kristin Scott Thomas como Sarah Davies.
- Emilio Estévez como Jack Harmon.
- Ingeborga Dapkūnaitė como Hannah Williams.

## Producción

### Desarrollo y redacción
Paramount Pictures poseía los derechos de la serie de televisión y había intentado durante años hacer una versión cinematográfica, pero no había podido encontrar un tratamiento viable. Tom Cruise había sido fanático del programa desde que era joven y pensó que sería una buena idea para una película. El actor eligió Misión: Imposible para ser el proyecto inaugural de su nueva  compañía de producción y convenció a Paramount para que aportara setenta millones de dólares del presupuesto. Cruise y su socia de producción, Paula Wagner, trabajaron en una historia con el cineasta Sydney Pollack durante unos meses cuando el actor contrató a Brian De Palma para dirigir. Pasaron por dos borradores de guiones que a nadie le gustó. De Palma trajo guionistas Steve Zaillian, David Koepp y finalmente Robert Towne. Cuando se dio luz verde a la película, Koepp fue despedido inicialmente con Robert Towne como guionista principal y Koepp regresó más tarde. Según el director, el objetivo del guion era «sorprender constantemente al público». Según se informa, Koepp recibió un millón de dólares para reescribir un guion original de Willard Huyck y Gloria Katz. Según una fuente del proyecto, hubo problemas con el diálogo y el desarrollo de la historia. Sin embargo, la trama básica permaneció intacta.
La película entró en preproducción sin un guion que los realizadores quisieran utilizar. De Palma diseñó las secuencias de acción pero ni Koepp ni Towne quedaron satisfechos con la historia que haría que estas secuencias tuvieran lugar. Towne terminó ayudando a organizar un principio, un desarrollo y un final para colgar los detalles de la historia mientras De Palma y Koepp trabajaban en la trama. De Palma convenció a Cruise para que estableciera el primer acto de la película en Praga, una ciudad rara vez vista en las películas de Hollywood en ese momento. Según se informa, los ejecutivos de los estudios querían mantener el presupuesto de la película en el rango de entre cuarenta y cincuenta millones de dólares, pero Cruise quería una «pieza de acción grande y llamativa» que llevó el presupuesto al rango de los sesenta y dos millones de dólares. La escena que tiene lugar en un restaurante con paredes de vidrio con un gran tanque de langosta en el medio y tres enormes peceras en el techo fue idea de Cruise. Había 16 toneladas en todos los tanques y existía la preocupación de que cuando detonen, una gran cantidad de vidrio volaría. De Palma probó la secuencia con un doble, pero no pareció convincente y le pidió a Cruise que lo hiciera, a pesar de la posibilidad de que el actor se hubiera ahogado.
El guion que Cruise aprobó pedía que se llevara a cabo un enfrentamiento final en la parte superior de un tren en movimiento. El actor quería utilizar el famoso tren francés TGV, pero las autoridades ferroviarias no querían que se realizara ninguna parte del truco en sus trenes. Cuando eso dejó de ser un problema, la pista no estuvo disponible. De Palma visitó ferrocarriles en dos continentes tratando de obtener permiso. Cruise llevó a los propietarios del tren a cenar y al día siguiente se les permitió usarlo. En la secuencia real, el actor quería un viento que fuera tan poderoso que pudiera derribarlo del tren. Cruise tuvo dificultades para encontrar la máquina adecuada que crearía la velocidad del viento que se vería visualmente precisa antes de recordar un simulador que usó mientras entrenaba como paracaidista. Se localizó y adquirió la única máquina de este tipo en Europa. Cruise hizo que produjera vientos de hasta 225 kilómetros por hora para distorsionar su rostro. Las tomas exteriores del tren se filmaron en la Glasgow South Western Line, entre New Cumnock, Dumfries y  Annan. La mayor parte de la secuencia, sin embargo, se filmó en un escenario contra una pantalla azul para que el equipo de efectos visuales la digitalizara más tarde en Industrial Light & Magic.
Los realizadores entregaron la película a tiempo y por debajo del presupuesto, una rareza en Hollywood, con Cruise haciendo la mayoría de sus propias acrobacias. Inicialmente, hubo una secuencia de apertura sofisticada que introdujo un triángulo amoroso entre Jim Phelps, su esposa Claire y Ethan Hunt que fue removida porque sacó a la audiencia de prueba «fuera del género», según De Palma. Hubo rumores de que Cruise y De Palma no se llevaban bien, y estos rumores se avivaron cuando el director se excusó en el último momento de las entrevistas programadas con los medios antes del estreno de la película en cines.

### Música
La película utiliza el tema de Misión: Imposible original de Lalo Schifrin. Alan Silvestri fue contratado originalmente para escribir la  partitura, pero su música fue rechazada y reemplazada por una nueva del compositor Danny Elfman. Según algunas fuentes, Silvestri había escrito y grabado unos 20 minutos de música, y la decisión de reemplazarlo fue tomada por el productor Tom Cruise durante posproducción. Elfman solo tuvo unas pocas semanas para componer y producir la partitura final, que utilizó el tema «The Plot» de Schifrin además de su tema principal, así como nuevos temas compuestos por Elfman para la personajes Ethan Hunt, Claire y el  FMI.
Los compañeros de banda de U2 Larry Mullen, Jr. y Adam Clayton eran fanáticos del programa de televisión y conocían bien el tema musical original, pero estaban nerviosos por rehacer el legendario tema musical de Schifrin. Clayton armó su propia versión en la ciudad de Nueva York y Mullen hizo el suyo en Dublín los fines de semana entre las sesiones de grabación de U2. Los dos músicos fueron influenciados por Brian Eno y el sonido de la escena del club de baile europeo del álbum recientemente terminado  Passengers. Permitieron que Polygram eligiera su favorito y querían ambos. En un mes, tuvieron dos versiones de la canción y cinco remezcladas por DJ. Las siete pistas aparecieron en un vinilo de edición limitada.
La canción entró en el top diez de las listas musicales de todo el mundo, fue nominada para el Premio Grammy a la Mejor Interpretación Instrumental Pop en 1997 y fue un éxito comercial y de crítica. [cita requerida]

### Banda sonora
Mission: Impossible: Music from and Inspired by the Motion Picture es la banda sonora oficial de la película de 1996 Misión impossible. La banda sonora fue un éxito, alcanzando el puesto 16 en el  Billboard 200 y generando el éxito entre los diez primeros temas de Misión impossible de los miembros de U2 Adam Clayton y Larry Mullen, Jr..
El tema de Misión imposible fue certificado en oro por la Recording Industry Association of America por ventas de 500 000 copias el 2 de julio de 1996, mientras que la banda sonora alcanzó el estatus de oro solo dos semanas después, el 16 de julio.

Todas las canciones escritas y compuestas por Varios artistas y Danny Elfman. 
| N.º | Título                                          | Duración |  |
| 1.  | «Tema de Misión: Imposible»                     | 3:27     |  |
| 2.  | «Ataque masivo»                                 | 5:21     |  |
| 3.  | «Yo el espía»                                   | 5:56     |  |
| 4.  | «Misión imposible»                              | 5:35     |  |
| 5.  | «Auriculares»                                   | 5:40     |  |
| 6.  | «Débil»                                         | 3:31     |  |
| 7.  | «Continuación»                                  | 4:11     |  |
| 8.  | «Claire»                                        | 2:55     |  |
| 9.  | «Sueños»                                        | 4:13     |  |
| 10. | «Tú, yo y la Tercera Guerra Mundial»            | 4:28     |  |
| 11. | «Así»                                           | 3:33     |  |
| 12. | «Problema»                                      | 3:32     |  |
| 13. | «Sin Gobierno»                                  | 5:31     |  |
| 14. | «Todo bien»                                     | 3:35     |  |
| 15. | «Tema de Misión impossible (misión completada)» | 3:05     |  |